# Straight Ahead
Albums de Pennywise
Full Circle Live @ The Key Club
Straight Ahead est le sixième album studio du groupe de skate punk mélodique américain Pennywise. Il est sorti en 1999.

## Composition du groupe
- Jim Lindberg : chant
- Fletcher Dragge : guitare
- Randy Bradbury : basse
- Byron McMackin : batterie

## Liste des chansons de l'album
1. Greed - 3:15
2. My Own Country - 2:36
3. Can't Believe It - 1:57
4. Victim Of Reality - 2:28
5. Might Be A Dream - 2:43
6. Still Can Be Great - 2:52
7. Straight Ahead - 2:41
8. My Own Way - 2:52
9. One Voice - 2:46
10. Alien - 4:07
11. Watch Me As I Fall - 2:10
12. Just For You - 2:28
13. Can't Take Anymore - 3:15
14. American Dream - 2:57
15. Need More - 2:56
16. Never Know - 2:42
17. Badge Of Pride - 3:35